# Krum Janev
Krum Janev, bolgárul: Крум Янев (Plovdiv, 1929. január 9. – 2012. augusztus 24.) olimpiai bronzérmes bolgár labdarúgó, csatár, edző.

## Pályafutása

### Klubcsapatban
1945 és 1948 között a Szpartak Plovdiv, 1948–49-ben a Lokomotiv Plovdiv, 1949–50-ben a Botev Plovdiv labdarúgója volt. 1950 és 1960 között a CDNA Szofija csapatában játszott, ahol nyolc bolgár bajnoki címet és két kupagyőzelmet szerzett. Összesen 157 bajnoki mérkőzésen 50 gól szerzett a CDNA színeiben. 1960–61-ben a Szpartak Szofija együttesében fejezte be az aktív labdarúgást.

### A válogatottban
1952 és 1959 között 31 alkalommal szerepelt a bolgár válogatottban és négy gólt szerzett. 1952. július 15-én a helsinki olimpián Kotkában mutatkozott be a bolgár válogatottban a Szovjetunió elleni olimpiai selejtező-mérkőzésen, ahol 2–1-es szovjet győzelem született. Két olimpián vett részt. Az 1952-es helsinki olimpián 17. helyezett, az 1956-as melbourne-i játékokon bronzérmes lett a csapattal. Utoljára 1959. június 27-én Moszkvában játszott a válogatottban a szovjet válogatott ellen egy olimpiai selejtező-mérkőzésen, ahol 1–1-es döntetlen született.

## Edzőként
1967–68-ban a Szliven csapatánál dolgozott segédedzőként, majd 1970–71-ben a Levszki Lom vezetőedzőjeként tevékenykedett.

## Sikerei, díjai
Bulgária
- Olimpiai játékok
  - bronzérmes: 1956, Melbourne

 CDNA Szofija
- Bolgár bajnokság
  - bajnok (8): 1952, 1954, 1955, 1956, 1957, 1958, 1958–59, 1959–60
- Szovjet hadsereg kupa (Bolgár kupa)
  - győztes (2): 1954, 1955

## Statisztika

### Mérkőzései a bolgár válogatottban
| Bulgária | Bulgária             | Bulgária                               | Bulgária       | Bulgária | Bulgária       | Bulgária             | Bulgária | Bulgária   |
| #        | Dátum                | Helyszín                               | Hazai          | Eredmény | Vendég         | Kiírás               | Gólok    | Esemény    |
| -------- | -------------------- | -------------------------------------- | -------------- | -------- | -------------- | -------------------- | -------- | ---------- |
| 1.       | 1952. július 15.     | Kotka, Sportcentrum (FIN)              | Bulgária       | 1 – 2    | Szovjetunió    | olimpiai selejtező   | -        |            |
| 2.       | 1953. június 14.     | Drezda, Heinz SteyerStadion            | NDK            | 0 – 0    | Bulgária       | barátságos           | -        |            |
| 3.       | 1953. június 28.     | Bukarest, Köztársasági stadion         | Románia        | 3 – 1    | Bulgária       | vb-selejtező         | -        | 40'        |
| 4.       | 1953. szeptember 6.  | Szófia, Levszki stadion                | Bulgária       | 1 – 2    | Csehszlovákia  | vb-selejtező         | -        |            |
| 5.       | 1953. október 4.     | Szófia, Levszki-stadion                | Bulgária       | 1 – 1    | Magyarország   | barátságos           | -        |            |
| 6.       | 1953. október 11.    | Szófia, Levszki stadion                | Bulgária       | 1 – 2    | Románia        | vb-selejtező         | -        |            |
| 7.       | 1953. november 8.    | Pozsony, Tehelné pole                  | Csehszlovákia  | 0 – 0    | Bulgária       | vb-selejtező         | -        |            |
| 8.       | 1954. augusztus 8.   | Varsó, Lengyel Hadsereg Stadionja      | Lengyelország  | 2 – 2    | Bulgária       | barátságos           | -        |            |
| 9.       | 1954. október 24.    | Szófia, Levszki stadion                | Bulgária       | 3 – 1    | NDK            | barátságos           | 1        | 55'        |
| 10.      | 1955. január 7.      | Kairó, Zamalek Stadion                 | Egyiptom       | 1 – 0    | Bulgária       | barátságos           | -        | lecserélve |
| 11.      | 1955. június 26.     | Szófia, Levszki Stadion                | Bulgária       | 1 – 1    | Lengyelország  | barátságos           | -        |            |
| 12.      | 1955. október 23.    | Szófia, Levszki stadion                | Bulgária       | 2 – 0    | Nagy-Britannia | olimpiai selejtező   | 1        | 61'        |
| 13.      | 1955. november 21.   | Szófia, Levszki stadion                | Bulgária       | 3 – 0    | Csehszlovákia  | barátságos           | -        |            |
| 14.      | 1955. november 20.   | Berlin, Walter Ulbricht Stadion        | NDK            | 1 – 0    | Bulgária       | barátságos           | -        |            |
| 15.      | 1956. május 12.      | London, Wembley Stadion                | Nagy-Britannia | 3 – 3    | Bulgária       | olimpiai selejtező   | -        |            |
| 16.      | 1956. augusztus 26.  | Wrocław, Stadion Olimpijski            | Lengyelország  | 1 – 2    | Bulgária       | barátságos           | -        |            |
| 17.      | 1956. szeptember 10. | Szófia, Levszki stadion                | Bulgária       | 2 – 0    | Románia        | barátságos           | 1        | 85'        |
| 18.      | 1956. október 14.    | Szófia, Levszki stadion                | Bulgária       | 3 – 1    | NDK            | barátságos           | -        |            |
| 19.      | 1956. november 30.   | Melbourne, Olimpiai Park Stadion (AUS) | Nagy-Britannia | 1 – 6    | Bulgária       | olimpiai negyeddöntő | -        |            |
| 20.      | 1956. december 5.    | Melbourne, Melbourne CG (AUS)          | Bulgária       | 1 – 2    | Szovjetunió    | olimpiai elődöntő    | -        |            |
| 21.      | 1957. május 22.      | Oslo, Ullevaal Stadion                 | Norvégia       | 1 – 2    | Bulgária       | vb-selejtező         | -        |            |
| 22.      | 1957. május 26.      | Koppenhága, Idrætsparken Stadion       | Dánia          | 1 – 1    | Bulgária       | barátságos           | -        |            |
| 23.      | 1957. november 3.    | Szófia, Levszki stadion                | Bulgária       | 7 – 0    | Norvégia       | vb-selejtező         | 1        | 59'        |
| 24.      | 1957. december 25.   | Párizs, Parc des Princes               | Franciaország  | 2 – 2    | Bulgária       | barátságos           | -        |            |
| 25.      | 1958. május 14.      | Rio de Janeiro, Maracanã Stadion       | Brazília       | 4 – 0    | Bulgária       | barátságos           | -        |            |
| 26.      | 1958. május 18.      | São Paulo, Estádio do Pacaembu         | Brazília       | 3 – 1    | Bulgária       | barátságos           | -        |            |
| 27.      | 1958. október 5.     | Berlin, Walter Ulbricht Stadion        | NDK            | 1 – 1    | Bulgária       | barátságos           | -        | 46'        |
| 28.      | 1958. december 7.    | Ankara, 19 Mayıs Stadion               | Törökország    | 0 – 0    | Bulgária       | barátságos           | -        |            |
| 29.      | 1958. december 21.   | Augsburg, Rosenaustadion               | NSZK           | 3 – 0    | Bulgária       | barátságos           | -        | 77'        |
| 30.      | 1959. május 13.      | Szófia, Levszki Stadion                | Bulgária       | 3 – 2    | Hollandia      | barátságos           | -        | 61'        |
| 31.      | 1959. június 27.     | Moszkva, Központi Lenin Stadion        | Szovjetunió    | 1 – 1    | Bulgária       | olimpiai selejtező   | -        |            |
|          | Összesen             |                                        |                | 31       | mérkőzés       |                      | 4        | gól        |

## Fordítás
- Ez a szócikk részben vagy egészben  a   Krum Yanev című angol Wikipédia-szócikk ezen változatának fordításán alapul.  Az eredeti cikk szerkesztőit annak laptörténete sorolja fel. Ez a jelzés csupán a megfogalmazás eredetét és a szerzői jogokat jelzi, nem szolgál a cikkben szereplő információk forrásmegjelöléseként.
- Ez a szócikk részben vagy egészben  a(z)   Крум Янев című bolgár Wikipédia-szócikk ezen változatának fordításán alapul.  Az eredeti cikk szerkesztőit annak laptörténete sorolja fel. Ez a jelzés csupán a megfogalmazás eredetét és a szerzői jogokat jelzi, nem szolgál a cikkben szereplő információk forrásmegjelöléseként.